# Bambini indaco
Quello dei bambini indaco (in inglese indigo children o semplicemente indigos, "gli indaco") è un concetto pseudoscientifico nato nell'ambito della subcultura New Age con cui si indica una generazione di bambini che sarebbero dotati di tratti e capacità speciali o soprannaturali.
L'espressione "indigo children", introdotta negli anni settanta dalla parapsicologa Nancy Ann Tappe, ha acquisito popolarità soprattutto a partire dalla pubblicazione di The Indigo Children di Lee Carroll e Jan Tober, nel 1999. L'opera di Carroll e della Tober ha dato l'avvio a un vero e proprio movimento, che nell'ultimo decennio ha prodotto libri, documentari, film e congressi internazionali. Sebbene negli anni siano state raccolte numerose testimonianze di genitori che asseriscono di riconoscere nei loro figli le caratteristiche dei bambini indaco, la teoria non ha alcun fondamento scientifico, per cui appartiene al campo dell'immaginazione popolare di tipo New Age.

## Storia
Il fenomeno, descritto da alcuni autori già con riferimento agli anni sessanta, fu teorizzato da Nancy Ann Tappe: costei sviluppò la teoria dei "bambini indaco" negli anni settanta e la espose al grande pubblico per la prima volta nel suo libro del 1982 Understanding Your Life Through Color ("Capire la vostra vita attraverso il colore"). La Tappe si occupava principalmente del concetto New Age dell'aura, e nel suo libro riportò di aver notato, a partire dagli anni sessanta, una presenza sempre maggiore di bambini dotati di un'aura di colore indaco. Tappe mise in relazione questo fenomeno con l'avvicinarsi di una nuova era dell'umanità, in cui il colore indaco dell'aura sarebbe stato predominante.
La credenza si sarebbe intensificata dagli anni novanta in poi, cosa che preluderebbe all'imminente evoluzione dell'umanità preannunciata da tutte le correnti del pensiero New Age.
Le idee della Tappe furono riprese - quasi vent'anni dopo la loro teorizzazione - dal sensitivo e channeler Lee Carroll e da sua moglie Jan Tober, già celebri nella sottocultura New Age quali portavoce dell'"entità angelica" Kryon. Nel 1999, Carroll e la Tober pubblicarono il libro The Indigo Children: The New Kids Have Arrived ("I bambini indaco: i nuovi bimbi sono arrivati"), che divenne poi la più nota e citata fonte sull'argomento. Carroll e la Tober diedero una descrizione dei bambini indaco soprattutto dal punto di vista dei tratti caratteriali, includendo numerosi elementi nei quali molti genitori avrebbero potuto vedere rispecchiati i propri figli. Come la Tappe, Carroll e la Tober sostennero che l'avvento dei bambini indaco preludeva a un salto evolutivo dell'umanità, e che proprio quei bambini avrebbero costruito un nuovo mondo senza guerre e senza inquinamento. Al libro contribuirono anche altri autori, alcuni dei quali enfatizzarono gli aspetti soprannaturali della natura dei bambini indaco, per esempio descrivendo la loro stretta relazione con gli angeli e altre creature eteree. Nonostante la disomogeneità dei contributi, l'opera di Carroll e della Tober ebbe un'eco molto vasta, tanto che a partire dai primi anni 2000 iniziarono a tenersi congressi internazionali sull'argomento (il primo si svolse alle Hawaii nel 2002).
Sebbene le opere della Tappe e, ancor più, di Carroll e della Tober costituiscano tuttora il più importante riferimento sui bambini indaco, il corpus della letteratura sull'argomento è in continua espansione. Fra i più noti seguaci della teoria dei bambini indaco c'è Doreen Virtue, già fondatrice della angel therapy (una forma di terapia alternativa basata sull'interazione con gli angeli), che ha recentemente annunciato l'avvento di una nuova generazione di bambini successiva a quella indaco, detta dei "bambini di cristallo" (crystal children).

## Caratteristiche dei bambini indaco
A seconda delle fonti, i bambini indaco vengono descritti come dotati semplicemente di spiccate qualità caratteriali oppure addirittura di poteri paranormali come telepatia, chiaroveggenza o la capacità di comunicare con gli angeli.
Nel vasto panorama della letteratura New Age si trovano diverse descrizioni dei bambini indaco. Quella più influente, sviluppata da Carroll e Tober, presenta i bambini indaco come dotati di grande empatia, curiosità, creatività, forza di volontà e una spiccata inclinazione spirituale. Sono anche descritti come molto intelligenti, intuitivi, e insofferenti nei confronti dell'autorità. Carroll e Tober sostengono che quest'ultima caratteristica è uno dei motivi per cui i bambini indaco sono generalmente percepiti come problematici nel sistema scolastico tradizionale. I loro testi sui bambini indaco si collocano anche in una posizione critica circa la sindrome da deficit di attenzione e iperattività (ADHD) e sulla relativa cura farmacologica.
Carroll e la Tober sostennero che questi bambini (classificati dalla medicina come affetti da ADHD) erano, secondo loro, particolarmente dotati, bisognosi di attenzioni particolari sul piano spirituale e non di cure mediche.

## Critiche
La teoria dei bambini indaco non è tenuta in alcuna considerazione dalla comunità scientifica, in particolare per la totale assenza di prove empiriche a sostegno; la mancanza di fondamento scientifico è confermata peraltro anche da alcuni fra coloro che sostengono la teoria, come Doreen Virtue, autrice di The Care and Feeding of Indigos. Alcuni autori, come lo psicologo Russell Barkley, hanno anche osservato che la maggior parte dei tratti attribuiti dalla letteratura New Age ai bambini indaco sono definiti in modo così vago da applicarsi praticamente a chiunque. Un celebre episodio, talvolta menzionato per dimostrare la debolezza concettuale della teoria, riguarda una intervista fra "ricercatore" e un bambino indaco, pubblicata sul quotidiano statunitense Dallas Observer. Nel dialogo, l'intervistatore si mostrò molto colpito dal fatto che il bambino parlasse di sé come di un "avatar" e facesse riferimento ai "quattro elementi dell'universo". Dopo la pubblicazione, alcuni lettori scrissero al giornale osservando che alcune delle frasi pronunciate dal bambino erano citazioni testuali di dialoghi di un celebre cartone animato, Avatar - La leggenda di Aang, trasmesso sul canale televisivo per bambini Nickelodeon.
Critiche più specifiche alla teoria dei bambini indaco vertono, in particolare, sulla sua connessione implicita con la polemica sull'ADHD e sul trattamento farmacologico dei disturbi del comportamento infantile negli Stati Uniti e in altri paesi. Robert Todd Carroll ha osservato che il successo di pubblico del "mito" dei bambini indaco è probabilmente correlato proprio alla diatriba sul Ritalin, uno dei farmaci prescritti dalle autorità mediche statunitensi ai bambini diagnosticati di ADHD:
Alcuni psicologi hanno espresso la preoccupazione che l'influenza del movimento indaco sui genitori possa contribuire a ritardare o rimandare la diagnosi e il trattamento di disturbi dello spettro autistico.

## Impatto commerciale
Nonostante l'inesistenza di fondamenti concreti, il cosiddetto "movimento indaco" ha sviluppato in pochi anni un significativo valore commerciale in termini di libri e video venduti, sedute a pagamento tenute da psicologi o parapsicologi per i genitori dei bambini dotati, congressi, donazioni e così via. Nick Colangelo, professore dell'Università dell'Iowa specializzato nell'istruzione di ragazzi particolarmente dotati, ha osservato che:

## Riferimenti nella cultura di massa
- Il videogioco Fahrenheit ha fra i protagonisti un bambino indaco.
- Nell'episodio di CSI - Scena del crimine intitolato L'insolito sospetto, uno dei sospettati è una dodicenne presentata dai suoi genitori come "bambina indaco".
- Indigo Children è un brano musicale di Maynard James Keenan, eseguito con la band Puscifer.
- Il bambino indaco[13], libro di Marco Franzoso, racconta la storia di un bambino, considerato fin dalla nascita una creatura delicata e perfetta, un "bambino indaco" straordinariamente dotato di poteri sovrannaturali.
- Indigoism è il titolo del primo mixtape ufficiale del duo rap The Underachievers.
- Nel film Hungry Hearts la madre (Alba Rohrwacher) è convinta, dopo un incontro con una veggente, che suo figlio sia un bambino indaco.
- L'attuale band di Ebbot Lundberg, ex frontman dei The Soundtrack of Our Lives, si chiama The Indigo Children.
- Il cantante americano Chris Brown ha messo il concetto alla base del suo album Indigo, del 2019.
- Il rapper italiano En?gma ha pubblicato nel 2016 un album chiamato Indaco, che contiene anche un singolo omonimo.